# Italiotisch Grieks
Het Grieks in Italië, ook wel Italiotisch Grieks genoemd, is een variant op de Griekse taal en wordt gesproken door de Grecanici in Calabrië en Apulië. Deze taalvariant valt op te splitsen in twee dialecten: het Calabrisch Grieks in Calabrië en het Griko in Apulië. Hoewel de beide varianten invloeden van het Dorisch en het Koinè-Grieks lijken te bevatten, is er onder wetenschappers discussie over hun oorsprong: sommigen pleiten voor een recentere, Byzantijnse herkomst.

## Cultuurhistorische context

### Historisch overzicht
Het lange verhaal van het Italiotisch Grieks in Italië begint in de 8e-6e eeuw v.Chr. met de stichting van Griekse kolonies in West-Europa. Ook Zuid-Italië kwam onder de Griekse invloedsfeer terecht en verschillende dominante poleis zoals Kroton, Rhegion en Sybaris werden belangrijke spelers in de regio. Bijgevolg werd deze streek door de Grieken omgedoopt in Groot-Griekenland (Μεγάλη Ἑλλάς, ‘Megále Hellás’). In Reggio Calabria en Lecce, de twee provincies waar tot op de dag van vandaag nog een variant van het Grieks wordt gesproken, werden vooral kolonies gesticht door Dorische stammen. Bijgevolg vinden we dan ook weinig invloeden van het Attisch-Ionisch terug in de twee Italiotisch Griekse dialecten.
Na de verovering van Italië door de Romeinen werden grote delen van het Italiaanse schiereiland gelatiniseerd. Ondanks het Romeinse imperialisme bleef de Griekse taal en cultuur in deze gebieden relatief goed bewaard, onder meer omdat de taal in het volledige Romeinse Rijk hoog in het vaandel werd gedragen als cultuurtaal.
Tussen de 9e en de 11e eeuw kreeg het gebied, en bij uitbreiding ook de Griekse cultuur, economische bloei. Het is in deze periode dat het Koinè, ondertussen de dominante variant van het Grieks, zijn vele sporen heeft nagelaten. Enerzijds zorgden de Byzantijnse veroveringen voor een grote opwaardering van het Grieks in Zuid-Italië. Anderzijds hebben de invallen van de Slaven in het Griekse vasteland een deel van de bevolking (o.a. uit Patras) naar Zuid-Italië gedreven. Hierdoor werd de lokale Calabrese bevolking verrijkt met nieuwe Griekse elementen. Het is in deze tijd dat de Koinè-invloeden dominanter worden dan de Dorische.
De Griekse cultuur krijgt het zwaar te verduren vanaf de 14e eeuw. Door de instabiele socio-politieke situatie en door verschillende oorlogen in het gebied (o.a. Spaanse veroveringen) raakt de Griekse taal er langzaam in verval. Ook het afschaffen van de Grieks-orthodoxe kerk in de regio en het instellen van het Latijn als de enige toegelaten liturgische taal na het Concilie van Trente (1545-1563) zorgde voor een cultureel verval, aangezien de mis nu niet meer in het Grieks werd opgedragen. De laatste religieuze ceremonie in het Grieks vond plaats in 1573, in de Diocese van Bova.
De aftakeling van het Grieks was hiermee in gang gezet. Het Grieks werd een boerentaal die alleen nog in een beperkt gebied circuleerde. Tijdens de Risorgimento werd het Grieks in Calabrië bijvoorbeeld nog gesproken in twaalf gemeentes, waarvan in de 20ste eeuw slechts negen overbleven. Onder het fascistische regime van Mussolini, dat een sterke eenheidscultuur en een streven tot monolinguïsme uitdroeg, werd de Grieks-sprekende gemeenschap vervolgd. Door een reeks aardbevingen en overstromingen in de jaren jaren ’70 en door interne migratiegolven naar het meer industriële noorden van het land werd het gebied steeds meer verlaten. Het Italiotisch Grieks bleef achter als een verweesde taal met nauwelijks nog sprekers.

### Huidige situatie
Vandaag wordt het Grieks nog gesproken in twee beperkte ‘enclaves’: in Grecia Calabria, het uiterste zuiden van Calabrië, en in Grecìa Salentina, een regio in het zuiden van Apulië. In beide gebieden wordt de eigen variant van het Grieks met de naam Griko (Γκρίκο) aangeduid en wordt naar de bevolking verwezen als Griki. Er wordt in het Italiotisch Grieks dus geen onderscheid gemaakt tussen beide varianten, hoewel die er wel degelijk zijn. De dialectgroep wordt als één geheel beschouwd.
Het Italiotisch Grieks is een ernstig bedreigde taalvariant, hoewel er uiteenlopende inspanningen worden gedaan om het uitstervingsproces tegen te houden. In het straatbeeld is het Grieks nagenoeg volledig afwezig, op een paar tweetalige straatnaamborden na. In het onderwijs wordt het Griekse dialect in enkele scholen van Grecia Calabria aangeboden als keuzevak. De culturele groep Jalò tu Vúa spant zich in om aan de hand van taalcursussen, podcasts en allerlei culturele evenementen de taal te doen herleven. De herwaardering van het Grieks in Italië is nauw verbonden aan de studie van de traditionele muziekfolklore. Ook enkele academici hebben een opvallende interesse in het Italiotisch Grieks ontwikkeld, met Gerhard Rohlfs als een toonaangevende exponent. Deze Duitse taalkundige heeft rond het midden van de 20ste eeuw de dialecten herontdekt en een uitgebreid grammaticaal systeem en lexicon opgesteld. Hij is tevens ook de eerste die het Grieks van Salento en Calabrië beschouwde als één dialect, in plaats van afzonderlijke varianten.

#### Griko
Sinds de jaren jaren ’70 zijn de dorpen uit Salento waar het Grieks gesproken wordt verenigd in een officiële culturele unie genaamd Grecìa Salentina. Het Griko kent hier nog een levendige folklore en muzikale traditie. Verschillende muziekgroepen zoals Ghetonia, Aramire en Canzoniere Grecanico Salentino hebben als doel om de cultuur van de Griko-gemeenschap levend te houden. Een ander voorbeeld is Avleddha (°1991), een groep die uitsluitend in het Griko zingt. Ook Encardia is een populaire band die de muzikale traditie van het Griko in Zuid-Italië wil verderzetten.

#### Calabrisch Grieks
De muzikale traditie in Calabrië blijft vooral beperkt tot enkele lokale volksliedjes. Wel bestaat er een festival genaamd Paleariza, wat vertaald kan worden als ‘Oude Wortels’. Dit festival draait rond zowel Calabrisch Griekse muziek als wereldmuziek en wil een culturele ruimte creëren waarbinnen het Calabrisch Grieks geherwaardeerd kan worden.
Vanaf de jaren ’50 werden enkele pogingen gedaan door een groep intellectuelen om de taal terug te promoten. Dit betekende de oprichting van La Ionica, een pamflet dat werd uitgegeven door studenten uit Bovesia. In 1970 werd door dezelfde groep La Ionica Cultural Circle opgericht en werd het pamflet een soort tijdschrift met poëzie en proza, zowel in het Italiaans als in het Grieks. Onder hun invloed zijn er tot op de dag van vandaag ook nog enkele radiostations die sommige programma’s in het Grieks brengen (o.a. Radio Bova, Radio Melito en Radio San Paolo).

## Griko
Griko, ofwel Salentijns Grieks, Katoitaliótika of Grekanika, is een Grieks dialect dat gesproken wordt in de Zuid-Italiaanse provincie Lecce (Salento) in de regio Apulië.

### Taalkundige oorsprong
Over de oorsprong van het dialect hangen onderzoekers twee theorieën aan:
1. De Griko-gemeenschap kan worden teruggevoerd tot de oude populatie van Magna Graecia (m.a.w. de Doriërs en het Dorische dialect) waar ze later ook onderhevig was aan Byzantijnse invloeden. Deze theorie vindt vooral onder Griekse onderzoekers steun.
2. De Griko-gemeenschap heeft geen connectie met Magna Graecia, maar gaat terug op een Byzantijnse populatie, ingeweken in de hoge middeleeuwen.[14]

Verder is er ook een invloed merkbaar van het Salentijns, een dialect dat gesproken wordt in de regio rond de Griko-gemeenschap.

### Sprekersgemeenschap
Griko wordt vandaag nog gesproken in het zuiden van Lecce in de dorpen Calimera, Martignano, Sternatia, Soleto, Zollino, Martano, Castrignano de' Greci, Corigliano d'Otranto en Melpignano. In Sternatio vindt men nog de grootste groep Griko-sprekers. Deze regio wordt nu Grecìa Salentina genoemd en telt momenteel 20.500 sprekers. Sinds de Tweede wereldoorlog wordt in het grootste deel van deze dorpen het Griko niet meer overgeleverd als moedertaal. Ook de jongere generaties, geboren na 1970, hebben enkel nog een passieve kennis van de taal.

### Alfabet
Het Griko heeft zowel een Latijns alfabet als een op het Grieks gebaseerd alfabet.

#### Griko’sLatijns alfabet
| A a  | B b  | C c  | D d | E e | F f  | G g  | H h  | I i | J j      | K k   |
| A    | Bi   | Ci   | Di  | E   | Effe | Gi   | Acca | I   | I makrèa | Kappa |
| L l  | M m  | N n  | O o | P p | R r  | S s  | T t  | U u | V v      | Z z   |
| Elle | Emme | Enne | O   | Pi  | Erre | Esse | Ti   | U   | Vi       | Zeta  |

#### Griko’sGrieks alfabet
| Α α   | Β β   | Б b   | Γ γ    | G g   | Ǵ ǵ     | Δ δ    | D d | Ε ε     | Ζ ζ    | Η η     |
| άλφα  | Βήτα  | Βι    | Γάμμα  | gι    | ǵι      | Δέλτα  | dι  | έψιλον  | Ζήτα   | ήτα     |
| Álfa  | Víta  | Bi    | Ghámma | Ghi   | Gi      | Dhélta | Di  | Épsilon | Zíta   | Íta     |
| Θ θ   | Ι ι   | Κ κ   | Κ́ κ́    | Λ λ   | Λ̌ λ̌     | Μ μ    | Ν ν | Ν̌ ν̌     | Ξ ξ    | Ο ο     |
| Θήτα  | Γιώτα | Κάππα | κ́ι     | Λάμδα | λ̌ι      | Μι     | Νι  | ν̌ι      | Ξι     | όμικρον |
| Thíta | Jóta  | Káppa | Ci     | Lámda | Gli     | Mi     | Ni  | Gni     | Xi     | Ómikron |
| Π π   | Ρ ρ   | Σ σ/ς | Σ̌ σ̌    | Τ τ   | Υ υ     | Φ φ    | Χ χ | Ψ ψ     | Ω ω    |         |
| Πι    | Ρω    | Σίγμα | σ̌ι     | Ταυ   | ύψιλον  | Φι     | Χι  | Φσι/ψι  | Ωμέγα  |         |
| Pi    | Ro    | Sigma | Sci    | Taf   | Ípsilon | Fi     | Khi | Fsi/psi | omégha |         |

### Fonologie
Het Griko is zo goed als onverstaanbaar voor sprekers van het Nieuwgrieks en andere Griekse dialecten. Dit heeft twee belangrijke oorzaken:
1. De fonologie van het Griko, specifieker de consonanten, wijkt heel erg af van de Nieuwgriekse fonologie;
2. Het Griko bevat heel veel Romaanse leenwoorden.[20]

#### Consonanten
In tegenstelling tot het Nieuwgrieks wordt het Griko gekenmerkt door een dubbele reeks aan plosieven (/p t k/ en /b d g/) die in sommige posities sterk onderhevig zijn aan stemneutralisatie.
Hierdoor kunnen verschillende woorden op twee verschillende manieren geschreven worden (bijvoorbeeld “rood” als rodinò en rotinò). Hetzelfde gebeurt met de retroflex /ɖ/ die enkel voorkomt in de combinatie [ɖʐ], waarbij slechts enkele Griki de stemloze tegenhanger gebruiken bij het uitspreken van de clusters /tr/ en /ttr/ als [ʈʂ].
Verder is er een duidelijk contrast tussen de dentale en postalveolaire affricatenparen /tʃ dʒ/. Dit contrast is echter minder duidelijk voor sprekers die het Griko als tweede taal hebben.
De groep van de fricatieven bestaat uit drie stemloze fricatieven /f s ʃ/ en één stemhebbende /v/. Verder is er ook nog de stemloze velair /x/ die een beperkte toepassing van combinatorische regels kent. Deze heeft bovendien ook een variatie die kenmerkend is voor het Griko: de dentale fricatieven die in het Nieuwgrieks voorkomen zijn in het Griko veranderd in /t/ of /s/.
Vervolgens maakt het Griko ook gebruik van de sonoranten /m n ɲ/ en /r l/.
Ten slotte vertonen de consonanten nog enkele belangrijke verschillen ten opzichte van het Nieuwgrieks zoals het voorkomen van distinctieve verdubbelingen in bijvoorbeeld mana “mama” en manna “schoof”.

#### Klinkers
De vocalen bestaan uit vijf contrasterende klanken /i ɛ a ɔ u/. Dit staat in contrast met het systeem van zeven vocalen bij de Noordelijke dialecten van Italië.

### Grammatica
Typische kenmerken van de grammatica van het Griko zijn de volgende:
1. Het beperkte gebruik of zelfs de afwezigheid van de voltooid verleden tijd. Om dit op te lossen gebruikt men de gewone verleden tijd;
2. Het beperkte gebruik van de infinitief, die wordt vervangen door ondergeschikte bijzinnen ingeleid door modale voegwoorden;
3. De verspreiding in het gebruik van de Latijnse SOV-woordvolgorde (onderwerp – voorwerp – werkwoord), wat in contrast staat met de Italiaanse SVO-woordvolgorde (onderwerp – werkwoord – voorwerp);
4. Het gebruik van twee semantisch verschillende koppelwerkwoorden: essere (“zijn”) en stare (“blijven”);
5. De toekomstige tijd bestaat niet, in tegenstelling tot het Nieuwgrieks, maar wordt vervangen door de tegenwoordige tijd.[26]

#### Het plusquamperfectum
Net zoals het Calabrisch Grieks kent het Griko een vorming van het plusquamperfectum door middel van een imperfectumvorm en een actief participium aorist. In tegenstelling tot het Calabrisch gebruikt het Griko echter een perfectumvorm van het werkwoord ‘hebben’ (iha). De vorming kan teruggevoerd worden op de mogelijkheid van het Oudgrieks om het plusquamperfectum ook uit te drukken als een imperfectum van εἰμί in combinatie met een actief participium aorist.
|            | Griko          | Calabrisch Grieks |
| ---------- | -------------- | ----------------- |
| 1e persoon | iha agapísonta | ímmo gapíonda     |
| 2e persoon | íχe agapísonta | ísso gapíonda     |
| 3e persoon | íχe agapísonta | íto gapíonda      |

#### De infinitief
In het Griko heeft elk werkwoord nog een actieve en een passieve infinitief. Deze worden gebruikt na werkwoorden van ‘kunnen, weten, horen, doen, laten’ (ton íkua klázzi: ‘ik hoorde hem huilen’). Na een werkwoord van ‘willen’ komt de infinitief dan weer verrassend zelden voor. Ze wordt daarentegen wel frequent gebruikt in afgekorte indirecte vragen en directe vragen: pu pái ‘waarheen moet ik gaan?’ Tot slot kan de infinitief ook worden gebruikt in de functie van een substantief (’s to fái: ‘bij het eten’). Na werkwoorden die een intentie of een doel uitdrukken wordt de infinitief vervangen door een conjunctiefzin.

### Morfologie

#### De vocatief
Het Griko heeft als enige de Oudgriekse vocatief als zelfstandige naamval bewaard. In het Calabrisch is deze naamval namelijk verdwenen en wordt haar functie ingevuld door een nominatief (Pètro). De vocatief bestaat echter wel enkel voor het enkelvoud van de mannelijke verbuiging op -os. Ze onderscheidt zich van de nominatief met de kenletter -e als uitgang (Pètre). Voor andere verbuigingsklassen ontbreekt ook in het Griko een vocatief als zelfstandige naamval en valt ze samen met de nominatief.

#### De comparatief
Het tweede lid van de vergelijking bij een comparatief kan op verschillende manieren worden uitgedrukt in het Oudgrieks:
1. Genitief als tweede lid van de vergelijking
2. ἤ gevolgd door de zelfde naamval als het eerste lid.

De mogelijkheid om het tweede lid van de vergelijking uit te drukken door een genitief bleef echter enkel in het Calabrisch Grieks bewaard. In het Griko is het namelijk gebruikelijker om het tweede lid van de vergelijking uit te drukken door middel van ka, afgeleid van het Latijnse quam (o Pètro e pplèo maláo ka o Karlo: ‘Petro is zieker dan Carlo’). Daarnaast vindt men ook de afgezwakte vormen van het Calabrische pára: pera, piri en pi (plè ppi esèa: ‘meer dan jou’) . Tot slot is ook hier een voorzetsel met de Italiaanse uitspraak [di] mogelijk.

### De vingerafdruk van het Dorisch
In het Griko zijn zowel in de fonologie als in de morfologie en het lexicon elementen te vinden die onmogelijk van het Nieuwgrieks afstammen. Dit is een argument voor een Oudgriekse afkomst.
Vooral in het lexicon van het Griko zijn er enkele elementen terug te vinden die duidelijk afstammen van het Dorisch. Zo zijn er enkele benamingen voor planten die in het Griko een duidelijk andere benaming krijgen dan in de algemene Griekse taal (‘varen’: to láhri (Griko) en φτέρη/φτέρα (algemeen)). Dit wijst erop dat het Griko een oud dialectwoord heeft bewaard. Ook het woord voor ‘klimop’ vertoont zowel in het Griko (accettò) als in het Calabrisch (cissò) een ontwikkeling die onafhankelijk van het Koinè (κυττάριον) moet zijn verlopen.

## Calabrisch Grieks
Het Calabrisch Grieks, Greco of Grecanico is een Grieks dialect dat gesproken wordt in de regio Calabrië in Zuid-Italië. Het is een tweede vorm van het Italiotisch Grieks naast het Griko of Salentijns Grieks uit de regio Apulië.

### Oorsprong
Er zijn traditioneel twee hypotheses gangbaar over de oorsprong van dit Griekse dialect in Zuid-Italië. Enerzijds stellen sommige onderzoekers dat er sinds de 8e-6e eeuw v.Chr. Grieks gesproken wordt in Calabrië dankzij de kolonisatie van Zuid-Italië door de oude Grieken. Calabrië vormt namelijk samen met Apulië, Lucilië, Campanië en Sicilië het zogenaamde Magna Graecia uit de 8e eeuw v.Chr. Anderzijds zou het Grieks volgens onderzoekers in deze streek beland kunnen zijn door de bezetting van Zuid-Italië onder het Byzantijnse Rijk in de 5de-11e eeuw.
Tegenwoordig wordt echter een meer gematigde hypothese aangehangen waarbij er een minder strikte dichotomie geldt tussen een Hellenistische en een Byzantijnse oorsprong. Hierbij gaat men er namelijk vanuit dat het Grieks naar Calabrië werd gebracht met de kolonisatie van Magna Graecia. Hierna overleefde het zij aan zij met het Latijn tijdens het Romeinse Keizerrijk waarna het  met de komst van de Byzantijnen terug opleefde en stand hield tot vandaag.

### Sprekersgemeenschap
Het Calabrisch Grieks is een bedreigde taal. Ze wordt momenteel enkel nog gesproken in de streek rond het Aspromonte bergmassief in Calabrië in Zuid-Italië. Hoewel deze regio anno 2021 ongeveer 18.000 inwoners telde, waren er in 2019 naar schatting nog slechts circa 300 sprekers van het Calabrisch Grieks. In 1980 zouden dit er nog 500 zijn geweest. De sprekers woonden oorspronkelijk voornamelijk in de gemeentes Bova, Gallicianò, Amendolea, Roccaforte del Greco en Roghudi. Deze gemeentes situeren zich allemaal op het Aspromonte-bergmassief langs de Ionische kust. Wegens milieurampen en socio-economische factoren werden de sprekers echter gedwongen om te migreren waardoor de meeste zich vandaag in Condofuri, Roghudi Nuovo, Bova, Bova Marina, Melito di Porto Salvo en Reggio Calabria bevinden.

### Fonologie
Het Calabrisch Grieks is een afstammeling van het Grieks uit Magna Graecia. Het is beïnvloed door het Dorisch, Hellenistisch en Byzantijns Grieks en door lokale Latijnse en Italiaanse linguïstische elementen. Het Calabrisch kende in Zuid-Italië een ontwikkeling die onafhankelijk verliep van het Koinè dat in Griekenland werd gesproken.

#### Klinkers
Door eliminatie van het kwantiteitsonderscheid tussen /ω/ en /ο/, /η/ en /ι/ vallen deze vocalen samen in het Calabrisch Grieks. Hierdoor kent deze variant een drietrapsklinkersysteem (i, è, a, ò, u) in tegenstelling tot het viertrapsysteem (ι, ε, η, α, ω, ο, υ) uit het Oudgrieks. Dit drietrapsysteem stemt dan weer overeen met het drietrapsklinkersysteem uit het Latijn.
Het weggevallen antieke kwantiteitsonderscheid (ε, η, ο, ω) werd in de volkstaal vervangen door een nieuw onderscheid. Hierbij is een klinker voor meerdere consonanten meestal kort en een klinker voor een andere klinker of een enkele consonant meestal lang.
| Oudgrieks | Calabrisch Grieks |
| --------- | ----------------- |
| πότε      | pōte              |
| λέγετε    | lējite            |
| τρία      | trīa              |
| δέρμα     | dèrma             |
| γλόσσα    | glòssa            |

Ook de klassieke tweeklanken (ει, ευ, αυ, αι, οι, ου) ondergingen in het Italiotisch Grieks enkele significante veranderingen.
De klassieke tweeklank /ει/ werd reeds in de 2de eeuw v.Chr. een /ι/. Voor /ευ/ is de standaardregel dan weer de volgende: [ev] voor stemhebbende klanken, [ef] voor stemloze klanken. Rond deze periode werd ook het tweede element van de tweeklank /αυ/ een halfconsonant /ν/. Deze wordt dan weer een [f] voor een stemloze consonant. Verder viel de tweeklank /αι/ vanaf de 1ste – 2de eeuw n.Chr. samen met de /ε/. Deze verandering vond ongeveer gelijktijdig plaats met de evolutie van laetus naar lětus in het Volkslatijn. Voor de tweeklank /οι/ is de situatie wat onduidelijker. Wellicht vond er eerst een evolutie plaats van /οι/ tot /υ/. Tegenwoordig verschijnt er echter in de meeste gevallen een /ι/ op de plaats van de /οι/. Voor de tweeklank /ου/ tot slot bleef de uitspraak als [u] grotendeels behouden.
| Οudgrieks | Calabrisch Grieks |
| --------- | ----------------- |
| μῆλον     | mílo              |
| θεῖος     | θίο               |
| ἐκεῖ      | eći               |
| δευτέρα   | δèftera           |
| ταῦρος    | távro             |
| αὐλή      | avlí              |
| ἐλαία     | alèa              |
| τροιά     | trúa              |
| μοῖρα     | míra              |
| ἀνοίγω    | anígo             |
| οὐδέν     | udè               |
| δουλεία   | δulía             |

#### Consonanten
Hoewel dubbelconsonanten op het Griekse vasteland reeds sinds de Oudheid de neiging vertoonden tot degeneratie (ἄλλος > ἄλος, γράμμα > γράμα), bleven deze dubbelconsonanten in Zuid-Italië en andere gebieden in de rand van het Griekse taalgebied (Kos, Cyprus) bewaard. De dialecten in Zuid-Italië hebben bovendien ook de dubbele uitspraak bewaard bij /ρρ/, terwijl dit op het Griekse vasteland een enkele /ρ/ werd. Dankzij de evolutie van het Italiotisch Grieks die onafhankelijk van het Koinè verliep, hebben ze dus een zeer oude fase uit de Griekse spraakkunst weten te bewaren. Dit is bovendien een argument dat het Italiotisch Grieks wel degelijk stamt uit de Oudheid en het Grieks dialect niet pas in de middeleeuwen onder invloed van het Byzantijnse Rijk is ontstaan.
Ook de uitspraak van /ζ/ vertoont in Calabrië verschillen met de rest van Griekenland. In het Calabrisch Grieks bleef de uitspraak van /ζ/ als [dz] namelijk bewaard (dzèma voor ζέμα) in de grote steden, Bova en Condofuri. [dz] is ook de veronderstelde historische fonetische waarde van de /ζ/. In de kleinere steden zoals Rochudi en Roccaforte bleef de /ζ/ dan weer bewaard als een stemhebbende /s/, dus [z] of [ś] (śègla voor ζεῦγλα). Dit verschijnsel is opnieuw een bewijs van de antieke oorsprong van het Calabrisch en het feit dat het niet tijdens de Byzantijnse periode is ontstaan.
Tot slot is ook de evolutie van /νθ/ tot /ττ/ opmerkelijk anders in Calabrië dan de rest van Griekenland. Het Calabrisch Grieks sluit echter wel aan bij evoluties die ook het Dorische dialect ondergingen en wijst dus op een historisch Dorische oorsprong van het Calabrisch. In het Dorisch werd /νθ/ uitgesproken als [ντ] (ἐντάδε voor ἐνθάδε), terwijl /νθ/ in andere dialecten assimileerde tot /θθ/ en /ντ/ tot /ττ/. In het Calabrisch Grieks fluctueert de uitspraak tussen [θθ] en [ττ]. De uitspraak [ττ] lijkt hierbij toch de overhand te hebben en gaat terug op de Dorische evolutie van /νθ/ naar /ντ/. Dit zou verklaart kunnen worden door het feit dat een Oudgriekse uitspraak in Calabrië regionaal beïnvloed is geweest door de Kerkelijke taal uit de Byzantijnse periode. Opmerkelijk hierbij is dat het Griko niet beïnvloed werd door dergelijke latere invloeden.

### Morfologie

#### Plusquamperfectum
De Italiotisch Griekse dialecten vormen hun plusquamperfectum op een manier die grondig afwijkt van de klassieke vorming op het Griekse vasteland, maar wel onderling gelijkenissen vertoont. Het Calabrisch Grieks vormt het plusquamperfectum met behulp van het imperfectum van het werkwoord ‘zijn’ (ímmo) in combinatie met een actief participium aorist. Hierin verschilt het Calabrisch van het Griko (supra). De tijd wordt gevormd naar het voorbeeld van het Oudgrieks. Zowel εἰμί als ἔχω konden in het Oudgrieks namelijk al vroeg het plusquamperfectum uitdrukken in combinatie met een participium aorist. Bovendien toont het plusquamperfectum opnieuw dat het Calabrisch, in tegenstelling tot het Griko, onderhevig was aan Byzantijnse invloeden aangezien de vormen met ‘zijn’ in Byzantijnse geschriften zijn betuigd en de vormen met ‘hebben’ niet. De Calabrische vorming werd met andere woorden door latere Byzantijnse invloeden bevestigd en bewaard.
|            | Calabrisch Grieks | Griko          |
| ---------- | ----------------- | -------------- |
| 1e persoon | ímmo gapíonda     | iha agapísonta |
| 2e persoon | ísso gapíonda     | íχe agapísonta |
| 3e persoon | íto gapíonda      | íχe agapísonta |

#### Het futurum
Het Calabrisch Grieks kende geen specifieke vorm voor de uitdrukking van het futurum. Hiervoor werd typisch gebruik gemaakt van een praesensvorm. Het niet-bestaan van een futurumvorm is opmerkelijk aangezien een dergelijke ontwikkeling zich in geen enkel ander gebied uit het Romeinse territorium herhaalt.

#### De comparatief
De mogelijkheid uit het Oudgrieks om het tweede lid van de vergelijking na een comparatief uit te drukken door middel van een genitief bleef enkel in het Calabrisch bewaard: egò ímme plèm mèga tu Pètru: ‘ik ben groter dan Petro’. Hiernaast bestaat ook mogelijkheid om het tweede lid van de vergelijking uit te drukken door middel van pára (πάρα). Tot slot is het onder Italiaanse invloed (più grande di mi) ook mogelijk om /’zze/ [di] te gebruiken: plèm bluso ’zz’ emmena: ‘hij is rijker dan mij’.

## Tekstfragmenten
Een stukje uit een dierenfabel:
| Calabrisch Grieks | Griko | Italiaans |
| --- | --- | --- |
| Ito mia fforá èna vrúθako. Će mían imèra pòs emèttere sto spítindu ívre tría δinèria. Će aχχèroe na ípi; ti χoráźo me tuta? Ti χoráźo me tuta? Χoráźo krèa? Udè jat íto krèa èχi stèa, će kumbiaźo. Χoráźo azzári? Udè, jatí to azzári èχi akáθθia, će me tripúsi, će poδò ti ípe poddá ádda prámata, epènzezze n’aχorái mia źaχarèdda roδiní. | Ísane mía fforá a kkrakáli. Će mían imèra sátti skúpiźe sto spítittu, ívrike tría turníša. Će arćíñase na pi: ti aforáźo? Ti aforáźo? Aforáźo krèa? Ndè, jatí to krèa èχi stèata, će amfurkèome. Aforáźo afsári? Ndè, jatí t’afsári èχi akáttia će me tripúne. Će dòppu ípe tòss’ ádda, pènzefse n’aforási mía źaχarèdda rrodiní. | C’era una volta un ranocchio. E un giorno, mentre scopava in casa sua trovò tre quattrini. E incominiciò a dire: che cosa ne compro? Che cosa ne compro? Compro carne? No, perchè la carne ha ossa ed io cosí mi affogo. Compro pesce? N o, perchè il pesce ha lische e mi pungono. E doppo che ebbe detto molte altre cose, pensò di comprare un nastro rosso. |

Enkele spreekwoorden:
| Calabrisch Grieks                             | Griko                                       | Italiaans                                  | Nederlands                                      |
| --------------------------------------------- | ------------------------------------------- | ------------------------------------------ | ----------------------------------------------- |
| Pòs ène i èga èrkete i çumèra.                | Pòs ène i ízza èrčete i izzarèdda.          | Com’ è la capra viene la capretta.         | Zo de geit, zo het lam.                         |
| San evrèχi me ton ílo prandèguonde i alupúde. | Mòtti vrèχi me ton íjo armáźutte i alupúδe. | Quando piove col sole si sposano le volpi. | Als het regent met de zon, trouwen alle vossen. |
| I pudda kánni t’ aguò će o alèstora karkarái. | I òrnisa kánni t’aguò će o kaddo ikantalí.  | La gallina fa l’ uovo e il gallo chioccia. | De kip legt een ei en de haan kraait.           |
| I glòssa stèa δèn èχi će stèa klánni.         | I glòssa en èχi stèata će stèata iklánni.   | La lingua ossa non ha e ossa rompe.        | Een tong breekt been, al heeft ze er geen.      |
| Ti ććumáte δèm biánni azzária.                | Tis plònni ’è ppiánni afsária.              | Ci dorme non piglia pesci.                 | Vroege vogels vangen de dikste wormen.          |
| Tò šíddo ti alestái δèn dangánni.             | Tò šíddo pu aliftá ’ en dakkánni.           | Il cane che abbaia non morde.              | Blaffende honden bijten niet.                   |